# Apostolos Kōnstantopoulos
Apostolos Kōnstantopoulos (in greco Απόστολος Κωνσταντόπουλος?; 2 agosto 2002) è un calciatore greco, difensore del Raków Częstochowa.

## Biografia
Anche suo padre Konstantinos è stato un calciatore.

## Caratteristiche tecniche
È un difensore centrale forte fisicamente ed abile nell'impostazione del gioco.

## Carriera

### Club
Cresciuto nel settore giovanile del Panaitōlikos, debutta in prima squadra il 6 luglio 2020 in occasione dell'incontro di Souper Ligka Ellada pareggiato 2-2 contro l'Atromītos, dove realizza anche la sua prima rete.

### Nazionale
Ha giocato nelle nazionali giovanili greche Under-16 ed Under-21.

## Statistiche

### Presenze e reti nei club
Statistiche aggiornate al 6 novembre 2021.
| Stagione            | Squadra             | Campionato          | Campionato | Campionato | Coppe nazionali | Coppe nazionali | Coppe nazionali | Coppe continentali | Coppe continentali | Coppe continentali | Altre coppe | Altre coppe | Altre coppe | Totale | Totale | Totale |
| Stagione            | Squadra             | Comp                | Pres       | Reti       | Comp            | Pres            | Reti            | Comp               | Pres               | Reti               | Comp        | Pres        | Reti        | Pres   | Reti   |        |
| ------------------- | ------------------- | ------------------- | ---------- | ---------- | --------------- | --------------- | --------------- | ------------------ | ------------------ | ------------------ | ----------- | ----------- | ----------- | ------ | ------ | ------ |
| 2019-2020           | Panaitōlikos        | SL                  | 3          | 1          | CG              | 0               | 0               | -                  | -                  | -                  | -           | -           | -           | 3      | 1      |        |
| 2020-2021           | Panaitōlikos        | SL                  | 25         | 0          | CG              | 1               | 0               | -                  | -                  | -                  | -           | -           | -           | 26     | 0      |        |
| Totale Panaitōlikos | Totale Panaitōlikos | Totale Panaitōlikos | 28         | 1          |                 | 1               | 0               |                    | -                  | -                  |             | -           | -           | 29     | 1      |        |
| 2021-2022           | Beerschot VA        | PL                  | 8          | 0          | CB              | 1               | 0               | -                  | -                  | -                  | -           | -           | -           | 9      | 0      |        |
| Totale carriera     | Totale carriera     | Totale carriera     | 36         | 1          |                 | 2               | 0               |                    | -                  | -                  |             | -           | -           | 38     | 1      |        |

## Palmarès

### Club

#### Competizioni nazionali
- Campionato belga di seconda divisione: 1

Beerschot VA: 2023-2024